# Marie-Louise Henry

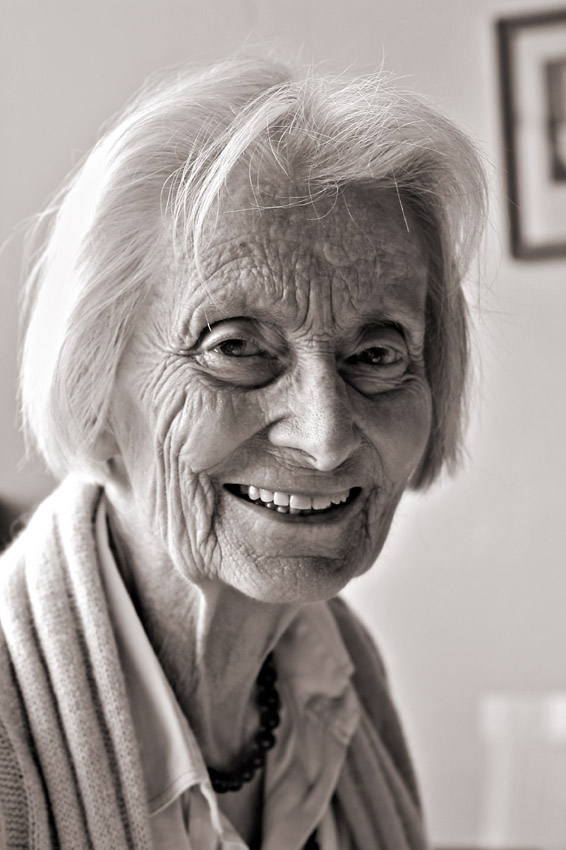
Marie-Louise Henry (2005)

Marie-Louise Henry (* 15. Juni 1911 in Brüssel; † 29. Juni 2006 in Hamburg) war eine deutsch-französische evangelische Theologin.

## Leben
Marie-Louise war die erste von zwei Töchtern des französischen Ingenieurs Adolphe Henry und der Deutschen Marie Auguste Henry geb. Platz (1882–1961). Auf Grund des Ersten Weltkrieges zog sie mit ihrer Schwester Marguerite Constance (* 22. Mai 1914) und ihrer Mutter bereits 1914 nach Linz im Rheinland. Ihr Vater diente in der deutschen Armee und starb 1915 im Lazarett.
Bedingt durch die bessere Versorgungslage erlebte sie ihre Schulzeit in Wismar, wo sie eine starke Prägung und Förderung in theologischen Fragen erhielt. Im Sommersemester 1932 nahm sie an der Universität Rostock ein Studium der Theologie auf, das sie 1936 abschloss. Von 1936 bis 1941 folgte ein Vikariat in Berlin-Spandau. Ein weiteres Studium an der Rostocker Universität in den Fächern Geschichte, Germanistik und Italienisch begann Henry im 1. Trimester 1941, beendete es jedoch im März 1942 wieder aufgrund von Berufstätigkeit. In der Nazizeit engagierte sie sich schon kurz nach deren Gründung für die Bekennende Kirche. Durch die Bombenangriffe auf Rostock 1944/45 wurde ihre Wohnung zerstört, woraufhin sie zu ihrer Schwester nach Polchow auswich. Nachdem sie die Wirren des Zweiten Weltkriegs überstanden hatte, promovierte sie am 9. April 1948 mit der Schrift Studien zum Kulturkampf der Deutschen Evangelischen Kirche mit besonderer Berücksichtigung der mecklenburgischen Verhältnisse zum Doktor der Theologie. 

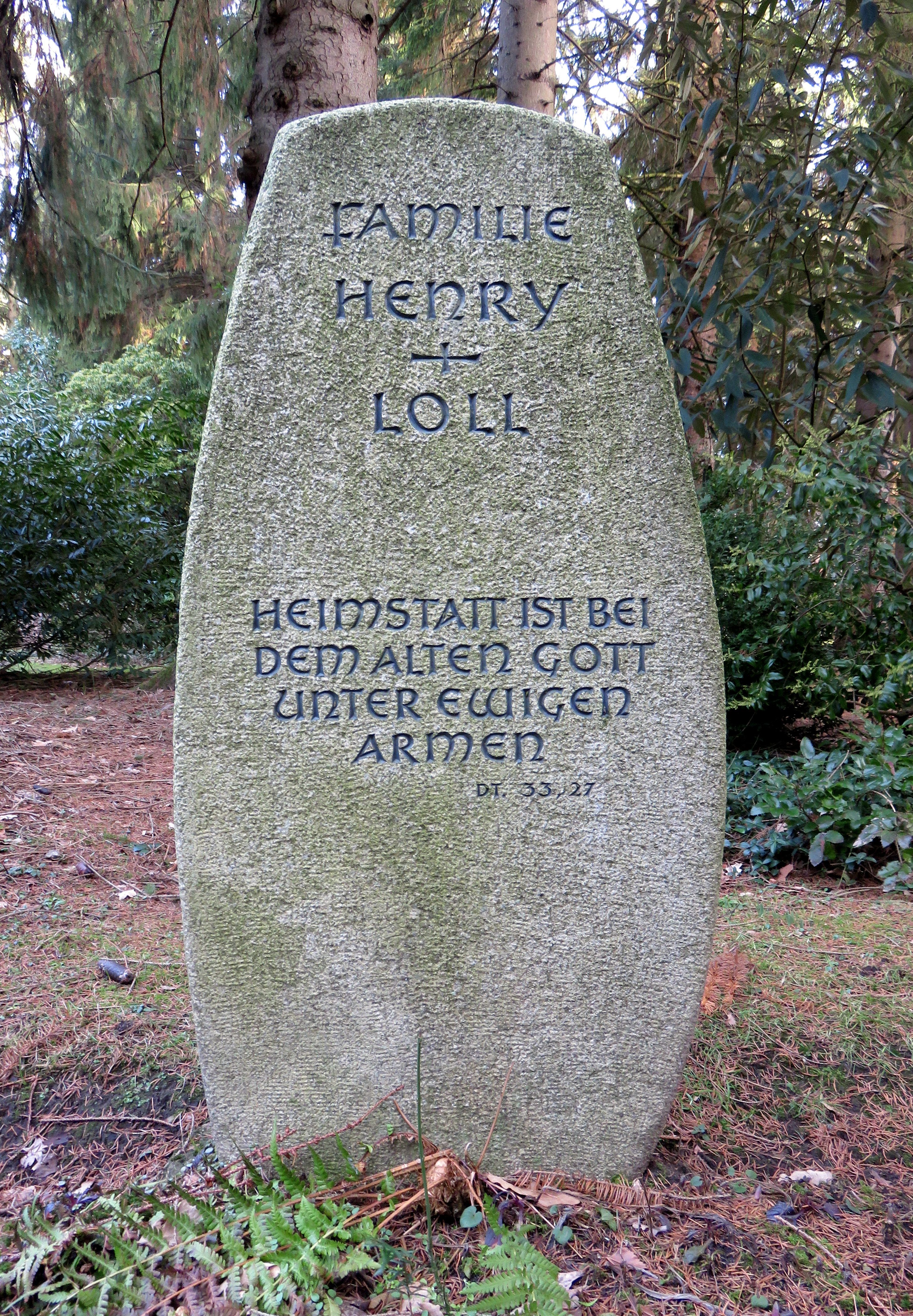
Familiengrab Henry, Waldfriedhof Volksdorf

1952 schloss sie als erste Frau an der Theologischen Fakultät der Universität Rostock ihre Habilitation mit einer Schrift zum Thema: Interpretationsprobleme der Jesajaapokalypse Jes. 24–27 erfolgreich ab. Vom Frühjahrsemester 1953 bis 1959 war sie hauptamtliche Dozentin an der Theologischen Fakultät der Rostocker Universität bei Gottfried Quell.
1959 wurde sie als erste Frau in Deutschland Professorin für Altes Testament an der theologischen Fakultät der Universität Leipzig. In jener Funktion engagierte sie sich 1960 bei der Verhinderung der Sprengung der Marienkirche in Wismar, wobei sich ein unfruchtbarer Schriftwechsel mit der Obrigkeit der DDR entspann. Nach dem Tod ihrer Mutter verließ sie mit ihrer Schwester am 21. November 1961 die DDR und kam zunächst in Ahrensburg (in der Nähe von Hamburg) bei Verwandten unter. 1963 habilitierte sie sich erneut an der Universität Hamburg und wurde dort 1973 ordentliche Professorin für Altes Testament. In dieser Zeit baute sie zahlreiche Verbindungen zu jüdischen Einrichtungen auf. 1976 wurde sie emeritiert, setzte aber ihre Lehrtätigkeit 1986 im Fachbereich Evangelische Theologie der Universität Hamburg, wegen zu geringer Dozentenzahl fort. Nach der politischen Wende in der DDR hielt sie 1992 eine eindringliche Eröffnungsrede an der Universität Rostock.
Kurz nach ihrem 95. Geburtstag starb Marie-Louise Henry in ihrer Wohnung in Hamburg-Volksdorf, sie wurde auf dem dortigen Waldfriedhof im Planquadrat Cg 23-24 beigesetzt.

## Wirken
Marie-Louise Henry zeichnete durch ein unerschrockenes Auftreten gegenüber der Obrigkeit während ihrer Zeit in der DDR aus. Von den Studentenunruhen 1968 bis hin zur feministischen Theologie setzte sie sich mit den Themen, die die Menschen bewegten und bewegen, intensiv auseinander.

## Werke (Auswahl)
- Studien zum Kulturkampf der Deutschen Evangelischen Kirche mit besonderer Berücksichtigung der mecklenburgischen Verhältnisse. Rostock 1948 (Dissertation, Universität Rostock, 1948).
- Das Tier im religiösen Bewusstsein des alttestamentlichen Menschen (= Sammlung gemeinverständlicher Vorträge und Schriften aus dem Gebiet der Theologie und Religionsgeschichte. Bd. 220/221). Mohr (Siebeck), Tübingen 1958.
- Jahwist und Priesterschrift. Zwei Glaubenszeugnisse des Alten Testaments (= Arbeiten zur Theologie. H. 3). Calwer Verlag, Stuttgart 1960.
- Glaubenskrise und Glaubensbewährung in den Dichtungen der Jesajaapokalypse. Versuch einer Deutung der literarischen Komposition von Jes. 24-27 aus dem Zusammenhang ihrer religiösen Motivbildungen (= Beiträge zur Wissenschaft vom Alten und Neuen Testament. Folge 5, Heft 6 = Heft 86). Kohlhammer, Stuttgart [u. a.] 1967 (bearbeitete Habilitationsschrift, Universität Rostock, 1952).
- Prophet und Tradition. Versuch einer Problemstellung (= Beihefte zur Zeitschrift für die alttestamentliche Wissenschaft. H. 116). De Gruyter, Berlin 1969.
- Der jüdische Bruder und seine Hebräische Bibel. Anfragen an den christlichen Leser des Alten Testaments. Katholische Akademie Hamburg/Neukirchener Verlag, Neukirchen-Vluyn 1988, ISBN 3-7887-1283-X.
- Die mit Tränen säen… Alttestamentliche Fragen und Gedanken im fünften Jahrzehnt nach Auschwitz. Neukirchener Verlag, Neukirchen-Vluyn 1990, ISBN 3-7887-1355-0.
- Hüte dein Denken und Wollen. Alttestamentliche Studien mit einem Beitrag zur Feministischen Theologie (= Biblisch-theologische Studien. Bd. 16). Neukirchener Verlag, Neukirchen-Vluyn 1992, ISBN 3-7887-1379-8.